# Doudas Leydi Camara
Doudas Leydi Camara (ur. 23 lipca 1947 w Dakarze, zm. 18 lipca 2024 tamże) – senegalski koszykarz, reprezentant kraju, dwukrotny olimpijczyk.
Uczestnik IO 1968 i IO 1972. Łącznie podczas tych turniejów wystąpił we wszystkich 17 meczach, w których zdobył 68 punktów (36 w Meksyku i 32 w Monachium). W Meksyku popełnił 26 przewinień, zaś w 1972 roku 16. Ponadto w Monachium uzyskał 12 zbiórek (w tym 6 ofensywnych i 6 defensywnych).
Na obu imprezach zajął wraz z drużyną 15. miejsce. Te dwa turnieje przebiegały dla Senegalu podobnie, przegrywali bowiem wszystkie siedem meczów grupowych i grali w turniejach o miejsca 13–16. Spotkania o miejsca 13–14 przegrywali, więc jako pokonani grali na obu turniejach o przedostatnie miejsce. W Meksyku wygrali z drużyną Maroka (42–38), zaś w Monachium wygrali z Egipcjanami walkowerem (mecz o przedostatnie miejsce się nie odbył, gdyż mająca w nim grać drużyna Egiptu wyjechała z Niemiec przed zakończeniem turnieju (w związku z masakrą izraelskich sportowców)).